# Transport kolejowy w powiecie tczewskim

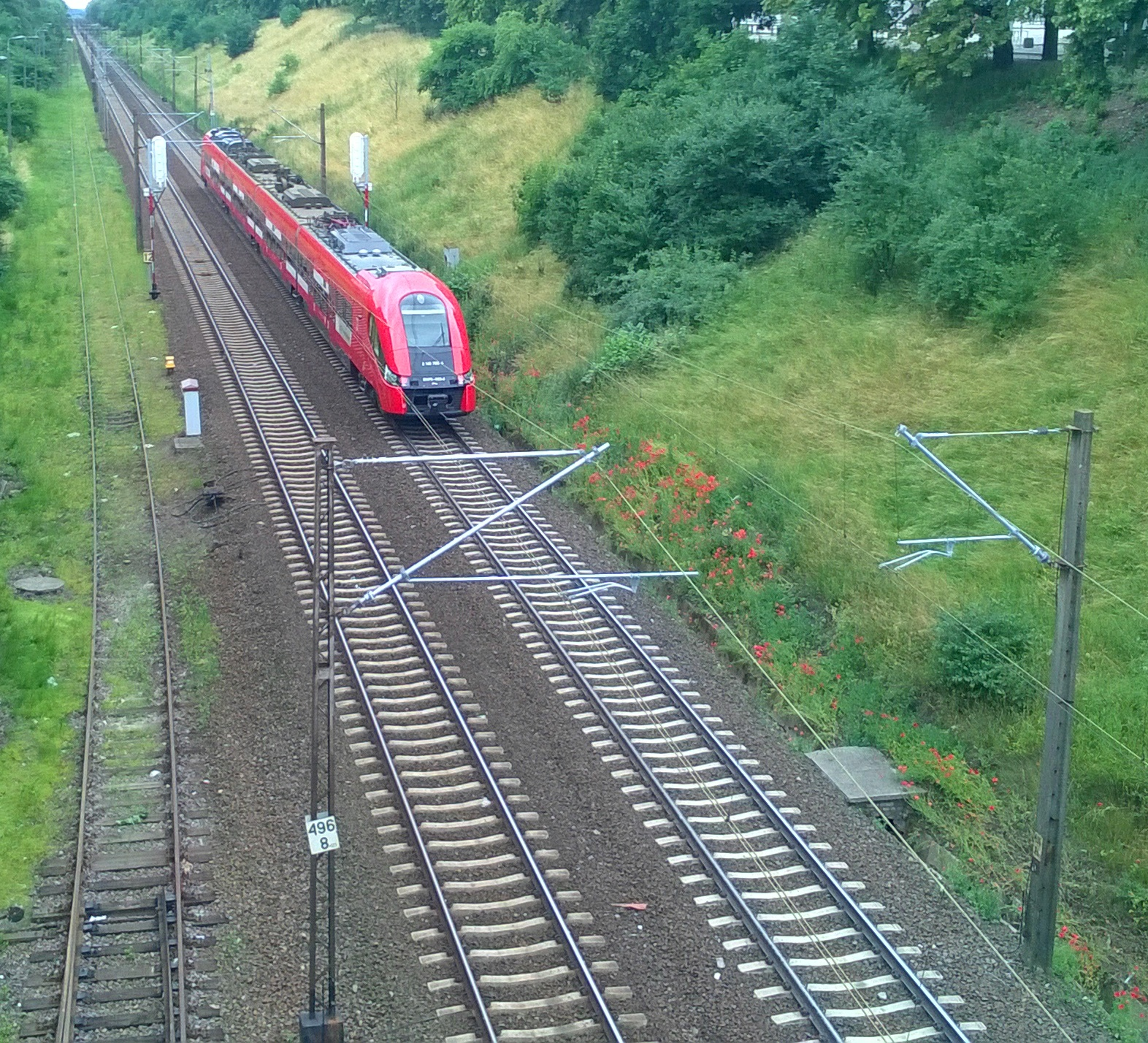
Fragment linii kolejowej nr 131 w Tczewie

Transport kolejowy w powiecie tczewskim – linie, dworce, przystanki kolejowe w powiecie tczewskim.

## Charakterystyka
Tczewski węzeł kolejowy to jeden z największych węzłów kolejowych na Pomorzu. W rejonie tego węzła znajduje się ważna w ruchu towarowym stacja towarowa Zajączkowo Tczewskie, oraz jedna z największych pomorskich stacji pasażerskich. 
W czasach międzywojennych był on swoistym regulatorem transportu kolejowego Wolnego Miasta Gdańska z południem i wschodem. W 1939 doszło do walk o niego między Polską i Niemcami.

## Punkty eksploatacyjne
Na terenie węzła możemy wyróżnić poszczególne punkty eksploatacyjne:

### Stacje pasażerskie
- Tczew
- Miłobądz
- Pszczółki
- Swarożyn
- Czarlin
- Subkowy
- Pelplin
- Kulice Tczewskie
- Morzeszczyn

### Przystanki osobowe
- Lisewo
- Miłobądz

### Stacja towarowa Zajączkowo Tczewskie
- Rejon ZTA
- Rejon ZTB
- Rejon ZTC
- Rejon ZTD (Punkt zdalnie sterowany)

### Posterunki odgałęźne
- Malinowo
- Tczew Górki
- Tczew Południe[2]
- Tczew Suchostrzygi
- Tczew Wisła[2]

## Linie kolejowe
W rejonie węzła mają przebieg następujące linie kolejowe:
- Linia nr 9 Warszawa Wschodnia – Gdańsk Główny
- Linia nr 131 Chorzów Batory – Tczew
- Linia nr 203 Tczew – Kostrzyn nad Odrą
- Linia nr 260 Zajączkowo Tczewskie – Pruszcz Gdański
- Linia nr 265 Zajączkowo Tczewskie – Pszczółki
- Łącznica nr 726 Tczew – ZTB
- Łącznica nr 727 Tczew – Malinowo
- Łącznica nr 728 Tczew – ZTB
- Łącznica nr 729 Tczew Górki – Zajączkowo Tczewskie
- Łącznica nr 730 ZTD – Tczew Suchostrzygi
- Łącznica nr 731 Malinowo – ZTB
- Łącznica nr 732
- Łącznica nr 735 Tczew Górki – ZTA

## Literatura
- red. K. Ickiewicz, L. Muszczyński: Tczew miastem kolejarzy. 160 lat Kolei w Tczewie (1825-2012)